# Whitegill Sike
Der Whitegill Sike ist ein Wasserlauf in Dumfries and Galloway, Schottland. Er entsteht südlich des Grey Hill und fließt in südlicher Richtung bis zu seiner Mündung in das Stennies Water.